# Немоцнице Мотол
«Немоцнице Мотол» (чеш. Nemocnice Motol — Больница Мотол) — 61-я станция пражского метрополитена. Конечная на линии A, расположена за станцией «Петржины».
Станция была открыта 6 апреля 2015 года в составе шестого пускового участка линии А «Dejvická — Nemocnice Motol». Название станции происходит от названия Университетской больницы в районе Мотол (Прага 5).
Мотол — единственная пражская больница, имеющая прямое сообщение с метро.
Подземный вестибюль связан подземным переходом под улицей Кукулова с северным входом на территорию этой больницы.
Расположение станции обусловлено стремлением существенно улучшить транспортную ситуацию в районе расположения известных больниц и одновременно связать линию A метрополитена автобусными рейсами с районом Ржепы. Расположение станции не позволяет устроить конечные станции автобусов рядом со станцией. Как одно из решений предлагается устроение автобусного терминала к северу от станции в районе трамвайного кольца Выпих.

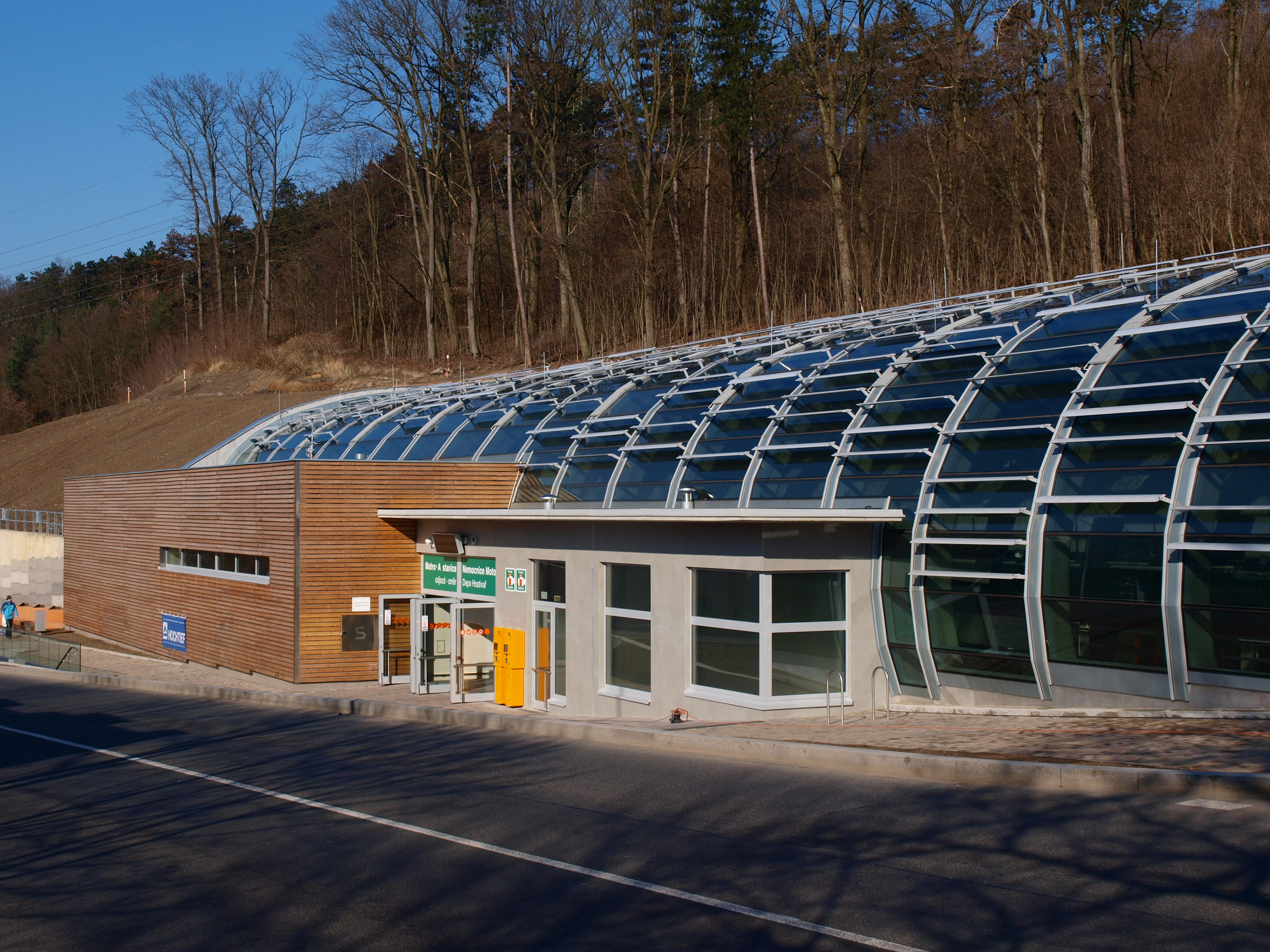
Вестибюль станции